# FBI Special Weapons and Tactics Teams
Depuis les années 1980, le FBI dispose de 56 Special Weapons And Tactics Teams (FBI SWAT) rattachés à chacune de ses directions « régionales ». En janvier 2020, ses effectifs sont de 1 099 agents contre 1 150 en 2015.

## Missions
En soutien aux Police Department ou aux polices d'État aux États-Unis, les SWAT du FBI ont pour rôles :
- Le sauvetage d'otages
- La lutte contre les émeutes et les émeutiers
- Fournir une puissance de feu décente à d'autres services de la police en cas de besoins
- Sauver les agents ou les citoyens en danger
- Opérations antiterroristes
- Résoudre les situations à haut risque en subissant des pertes minimales
- Résoudre les situations impliquant des sujets barricadés
- Stabiliser les sujets menaçant de se suicider
- Fournir une assistance pendant les mandats d'arrêt et les perquisitions
- Fournir une sécurité supplémentaire lors d'événements spéciaux.

## Armement
Il est évidemment proche de celui du HRT :
- Mitraillette MP5/10, (10 mm Auto)
- Carabine M4 (5,56 × 45 mm OTAN)
- Pistolet semi-automatiques Springfield TRP (.45 ACP), Glock 22 and Glock 23 (tous les 2 en .40 S&W),
- Fusil de police Remington 870 (calibre 12)
- Fusil d'assaut R4-C
- Fusil d'assaut HK416

## Sources
- (en) Cet article est partiellement ou en totalité issu de l’article de Wikipédia en anglais intitulé « FBI Special Weapons and Tactics Teams » (voir la liste des auteurs).